# 주먹질
주먹질, 주먹 지르기 또는 펀치(Punch)는 근접한 상태에서 주먹을 이용해 가격하는 타격기의 총칭이다. 권투 등 각종 격투기 및 무술 등에서 사용되며, 손에 글러브 등을 착용해 주먹질로 인한 선수 간 부상을 최소화하도록 하고 있다. 주먹질을 하는 싸움을 주먹다짐(Brawl)이라고 한다.

## 같이 보기
- 발차기